# Summer Sanders
Summer Elisabeth Sanders (Roseville, 13 ottobre 1972) è un'ex nuotatrice statunitense.
Specializzata nella farfalla e nei misti, ha vinto tre medaglie ai Giochi olimpici di Barcellona 1992.
È diventata uno dei Membri dell'International Swimming Hall of Fame.

## Palmarès
- Giochi olimpici

Barcellona 1992: oro nei 200 m farfalla, argento nei 200 m misti e bronzo nei 400 m misti.
- Mondiali

1991 - Perth: oro nei 200 m farfalla, argento nei 200 m misti e bronzo nei 400 m misti.
- Giochi PanPacifici

1989 - Tokyo: argento nei 200 m misti.
1991 - Edmonton: oro nei 200 m farfalla, 200 m misti e 400 m misti

## Riconoscimenti
- American Swimmer of the Year: 1992